# (200278) 1999 XZ218
(200278) 1999 XZ218 es un asteroide perteneciente al cinturón de asteroides descubierto el 15 de diciembre de 1999 por el equipo del Spacewatch desde el Observatorio Nacional de Kitt Peak, Arizona, Estados Unidos.

## Designación y nombre
Designado provisionalmente como 1999 XZ218.

## Características orbitales
1999 XZ218 está situado a una distancia media del Sol de 2,694 ua, pudiendo alejarse hasta 3,023 ua y acercarse hasta 2,366 ua. Su excentricidad es 0,121 y la inclinación orbital 13,53 grados. Emplea 1615,97 días en completar una órbita alrededor del Sol.

## Características físicas
La magnitud absoluta de 1999 XZ218 es 15,6. 